# I bambini ci guardano
I bambini ci guardano è un film del 1943 diretto da Vittorio De Sica, tratto dal romanzo Pricò di Cesare Giulio Viola. Realizzato a cavallo tra il 1942 e 1943, conobbe difficoltà distributive causate dalle contingenti vicende belliche.
È considerato dagli storici del cinema, assieme al coevo Ossessione di Visconti e 4 passi fra le nuvole di Blasetti, un momento di svolta per il cinema italiano, che segna l'abbandono dei temi disimpegnati della commedia e dei feuilleton sentimentali, per descrivere i drammi della gente comune, anticipando così la tendenza che porterà pochi anni dopo al neorealismo.
Basato sull'intensa interpretazione del bambino torinese Luciano De Ambrosis, costituisce per De Sica l'inizio di una serie di film dedicati alla condizione dell'infanzia come Sciuscià o il bambino di Ladri di biciclette. È altresì il primo film in cui si ufficializza quella collaborazione con Zavattini che costituirà uno degli assi portanti della cinematografia italiana degli anni quaranta e cinquanta.

## Trama

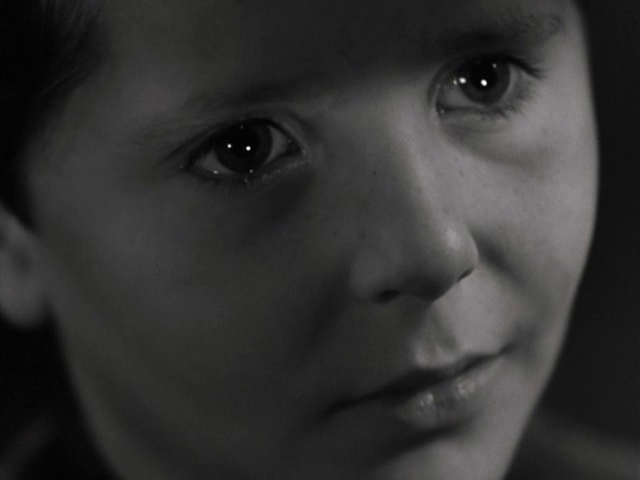
Pricò (Luciano De Ambrosis) in una scena.

Pricò, bambino di cinque anni che vive con i genitori, il padre Andrea e la madre Nina, in un quartiere popolare di Roma, osserva attraverso i suoi occhi innocenti la vicenda che porta alla dolorosa dissoluzione della sua famiglia, causata dalla relazione di sua madre con un altro uomo, Roberto, con cui un giorno la donna va via da casa. Il padre, per evitare traumi al piccolo, lo ospita presso la zia che gestisce una sartoria, dove il bimbo sente i discorsi poco educativi delle lavoranti adulte; la zia però non è disposta a tenerlo. Andrea tenta allora di farlo ospitare da sua madre, che vive in campagna, ma anche qui l'ambiente è ostile ad una buona accoglienza verso il bimbo, che si ammala gravemente e viene riportato a casa dal padre. Qui la madre lo va a visitare e, apparentemente pentita, chiede di tornare in famiglia, ottenendo il perdono del marito. Per tentare di ricostituire l'unità familiare, Andrea porta moglie e figlio in vacanza al mare ad  Alassio, alloggiando in una pensione, dove lei ed il bimbo si trattengono anche quando il marito deve rientrare a Roma per lavoro.
Roberto rintraccia Nina nella località balneare ed i due riprendono la loro relazione extraconiugale sotto gli occhi smarriti del bimbo che tenta di fuggire per tornare a Roma dal padre, correndo gravi rischi sino a quando i carabinieri lo ritrovano. Al ritorno a Roma la donna lascia il figlio a casa e se ne va di nuovo con l'amante, comunicandolo al marito con una lettera. Costui, disperato, iscrive il bimbo ad un collegio di religiosi e poi si uccide. Quando la madre e la governante, alla quale il bimbo è molto affezionato, gli portano la tragica notizia, Pricò saluta l'anziana domestica, ma si rifiuta di abbracciare la madre, allontanandosi verso la solitudine del collegio. Il dramma di Pricò e dei suoi genitori è scandito dalla morbosa e volgare curiosità della gente che, sia nel condominio romano che sulla spiaggia di Alassio, commenta con cinismo e cattiveria le tristi vicende di quella famiglia.

## Realizzazione del film

### Soggetto
I bambini ci guardano, quinto film diretto da De Sica, è anche il primo in cui egli non compare come attore in una pellicola di cui è regista, in modo da trasferire l'intera attenzione sul film e da escludere quell'immagine rassicurante e positiva che lui come attore ha sino ad allora rappresentato. É tratto da Pricò, racconto breve che lo scrittore e commediografo Cesare Giulio Viola pubblicò nel 1928 presso Treves, poi riedito nel 1943 da Mondadori in occasione della prevista uscita del film e che fu segnalato a De Sica dal critico Adolfo Franci. «Lessi quel romanzo - ha ricordato De Sica circa trent'anni dopo - in un periodo in cui ero veramente stanco di una certa formula da "telefoni bianchi" o di cinema romantico, vecchio, antiquato. Ero impaziente che l'obiettivo andasse più vicino agli uomini».

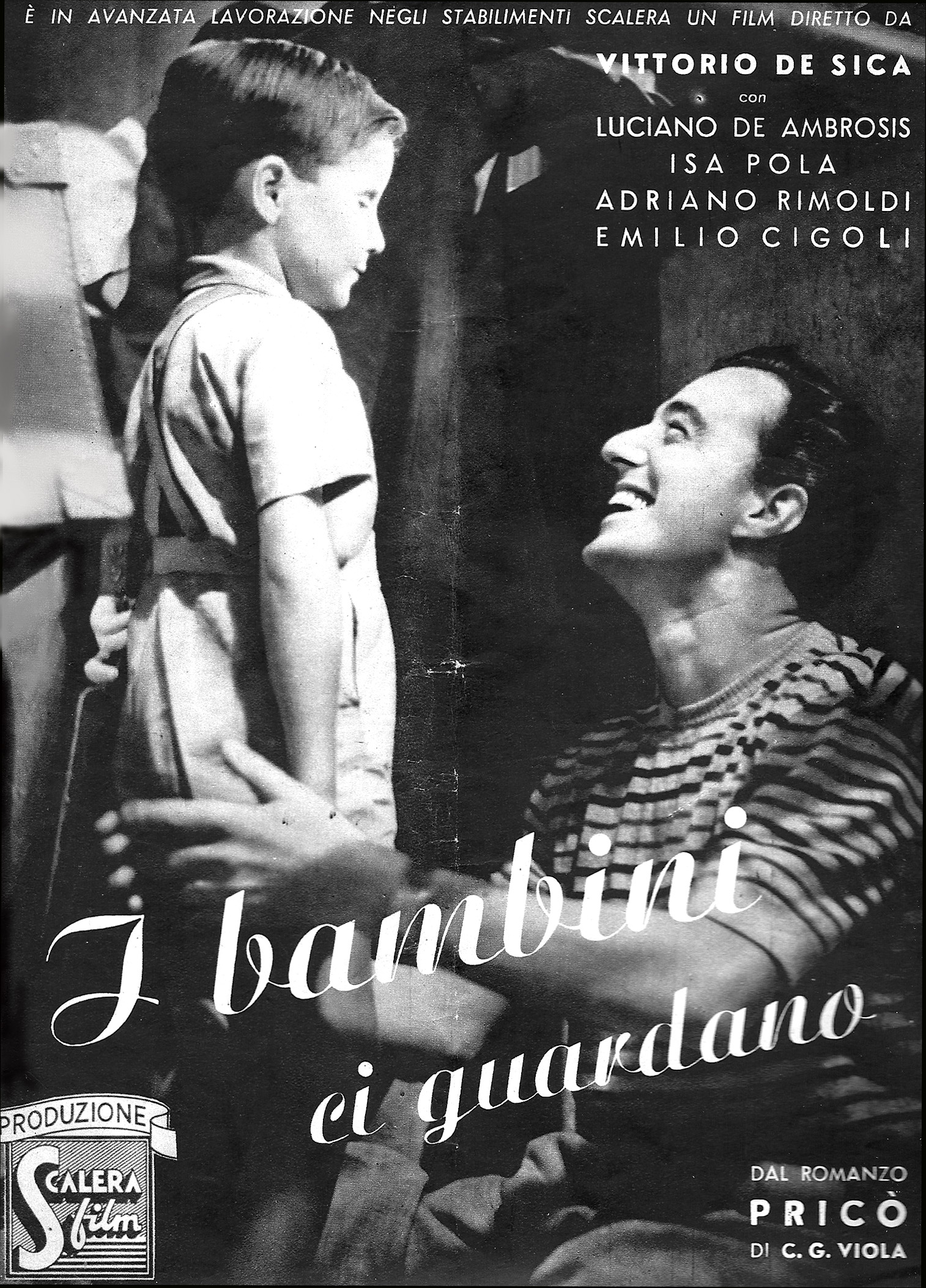
La promozione del film apparsa su un periodico dell'epoca

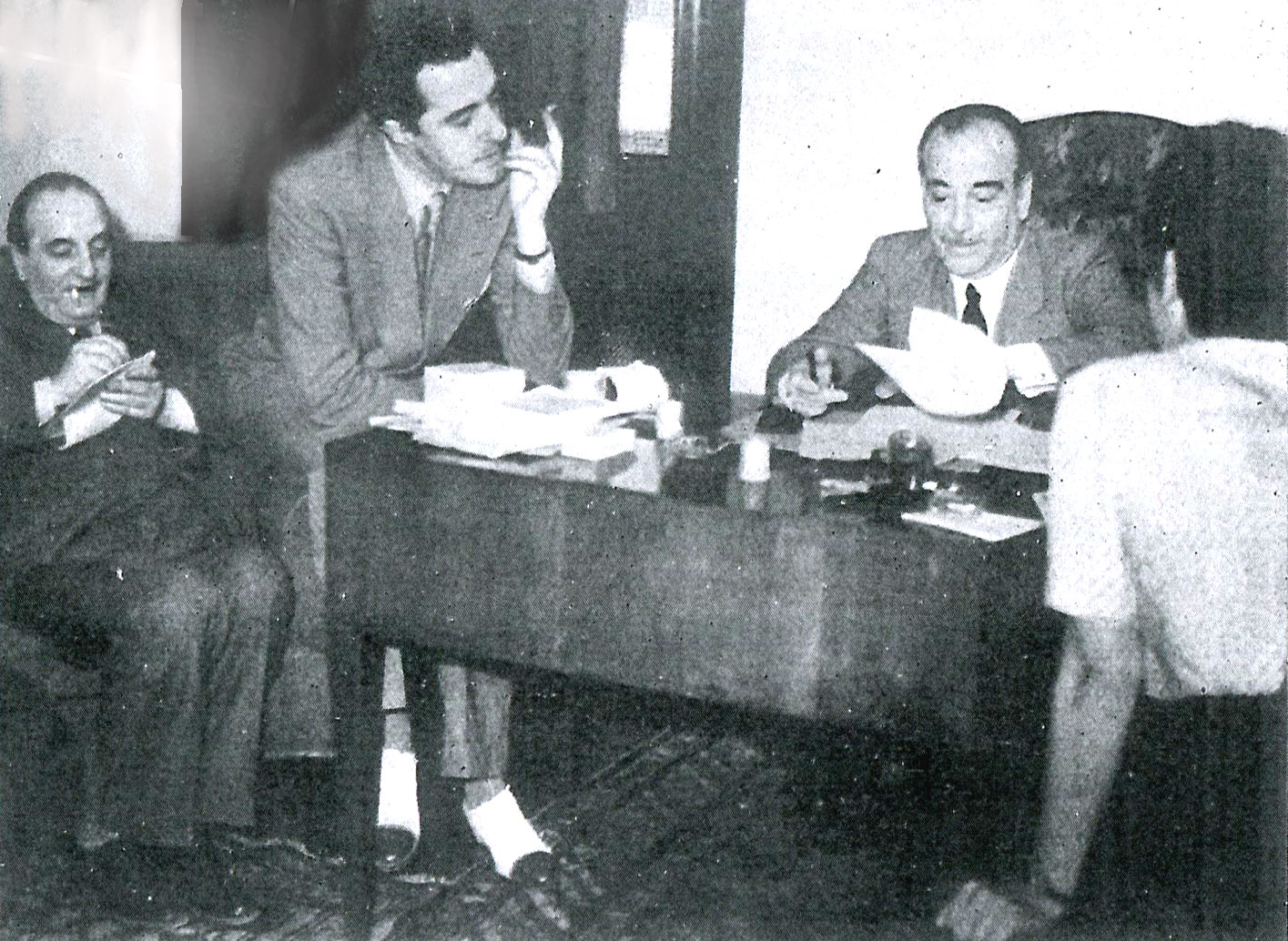
Un incontro per la preparazione del film con (da sin.) Adolfo Franci, uno degli sceneggiatori. il regista Vittorio De Sica, l'autore del libro Cesare Giulio Viola e, di spalle, Margherita Maglione

Nel film la conclusione è diversa rispetto al romanzo, dato che in questo il bimbo perdona la madre, con un esito consolatorio che De Sica rifiuta. Cambia anche il titolo, nonostante una iniziale e forte resistenza che Viola, pur disponibile ad ogni altra modifica, oppose a questo mutamento. Alla fine il titolo fu trovato su suggerimento di Zavattini, il quale mise a disposizione l'intestazione di una rubrica giornalistica che egli teneva alla fine degli anni trenta sul settimanale Grazia dal titolo I nostri bambini ci guardano dedicata alle signore con figli piccoli.

### Sceneggiatura
Per la sceneggiatura De Sica ricorse, oltre all'autore del libro, agli abituali collaboratori con cui aveva appena realizzato Un garibaldino al convento, tra i quali anche l'olandese Margherita Daxhofer (che si presenta come Maglione). Ma la novità è qui rappresentata dall'apporto di Cesare Zavattini che era già stato chiamato a collaborare per il trattamento di Teresa Venerdì, ma in modo riservato e distinto dagli altri sceneggiatori, mentre qui firma per la prima volta ufficialmente un film di De Sica.
L'arrivo del vulcanico scrittore luzzarese sconvolge gli equilibri del gruppo e ben presto si accende uno scontro. «Era la prima volta - ha ricordato Zavattini - che collaboravo con quelle persone, ma non ci si intendeva e ad un certo punto proseguire diventò molto difficile». Da quel momento l'attività di sceneggiatura, iniziata tra maggio e giugno 1942 dapprima a Milano e poi a Roma, fu affidata interamente a Zavattini: «De Sica aveva capito le qualità di Zavattini ed intuito l'apporto che gliene poteva derivare per lo strappo al cinema antecedente che intendeva compiere: affidò a lui la responsabilità principale della sceneggiatura».

### Produzione
I bambini ci guardano risulta prodotto dalla società "Invicta", ma benché sia questa l'indicazione dei titoli di testa, in realtà si tratta di una coproduzione con la Scalera film, una delle più importanti società cinematografiche del tempo, in grado di produrre nello stesso anno altri 11 film, la cui attività era però prevalentemente indirizzata verso opere di natura propagandistica, tanto che nello stesso 1942 realizza pure Giarabub, Noi vivi ed Addio Kira!, diretti tutti e tre da Alessandrini, ed Alfa Tau! di De Robertis. Tuttavia, fu proprio con le opere meno aderenti a quel modello (oltre al film di De Sica e Zavattini, anche Tragica notte di Soldati) che la Scalera raggiunse i suoi migliori risultati

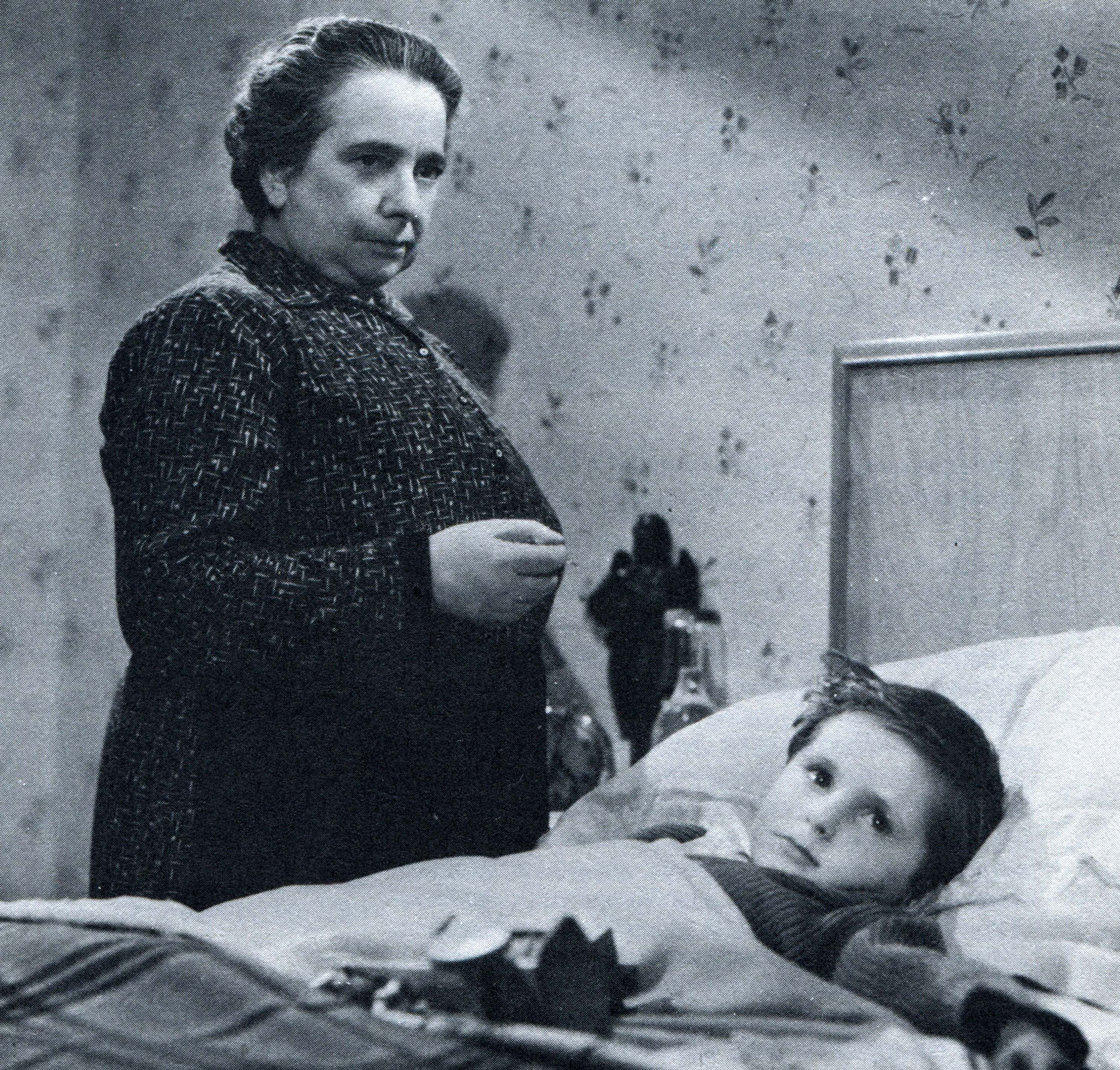
Giovanna Cigoli e Luciano De Ambrosis

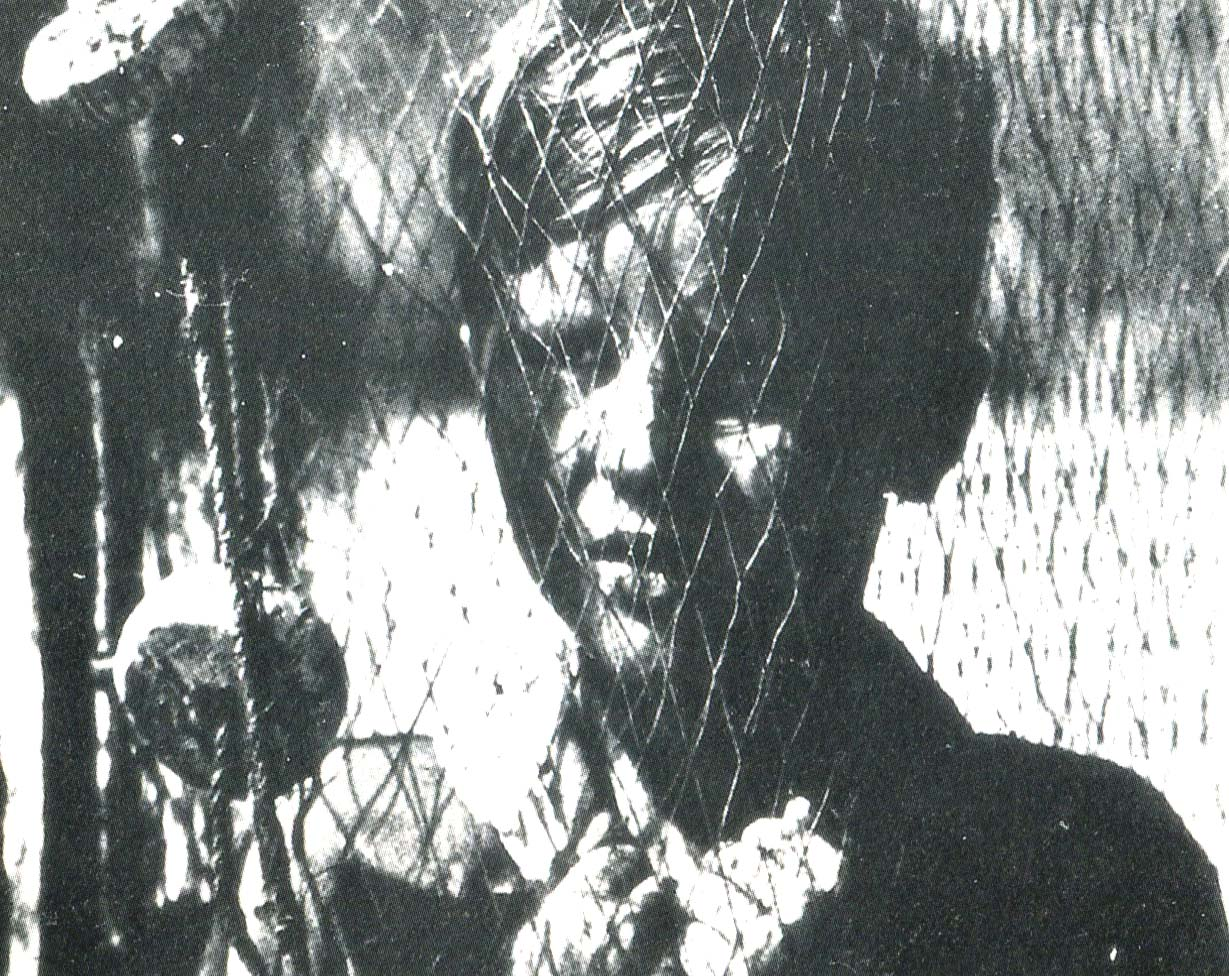
Luciano De Ambrosis

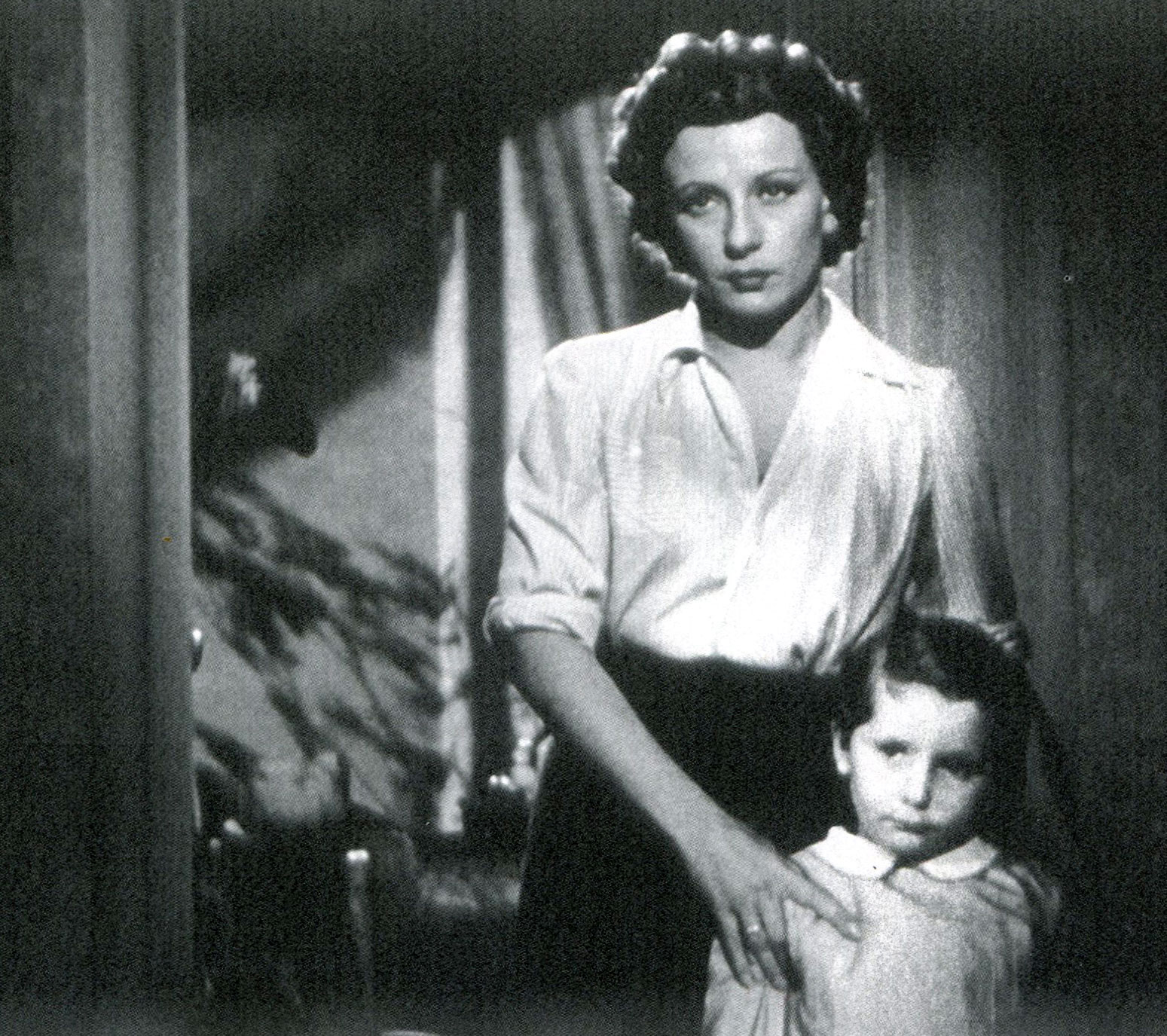
Isa Pola con Luciano De Ambrosis

Le riprese iniziarono nel settembre 1942, con gli esterni girati ad Alassio e Vecchiano (in provincia di Pisa) e si protrassero poi per diversi mesi, proseguendo negli stabilimenti romani della Scalera sino al gennaio del 1943, dopo una sospensione del dicembre '42 per una malattia di Isa Pola. I molti mesi impiegati nella produzione porteranno il film ad essere pronto nella primavera del 1943 ed a soffrire quindi delle difficoltà distributive dovute ai drammatici eventi bellici che sconvolsero l'Italia in quel periodo.

### Rapporto con la censura
De Sica affronta nel film due argomenti non consentiti nella cinematografia del ventennio: l'adulterio femminile ed il suicidio. «I bambini ci guardano - ha scritto De Santi - è un film coraggioso, o almeno decisamente inusuale, nel panorama cinematografico degli anni quaranta l'adulterio era al massimo contemplato in commedie altoborghesi ambientate in un falso contesto budapestino», mentre il suicidio, così come l'infelicità dell'infanzia, non poteva esistere nel mondo ideale fascista. Invece «De Sica mette in mostra un padre non virile, una moglie adultera, un bambino che assiste ad adulterio e suicidio. Una trama lontanissima dai toni sorridenti di poco tempo prima. Un film duro, senza lieto fine possibile». Per timore di interventi censori, si dovettero comunque girare due finali, uno - quello che poi resterà - in cui il bambino rifiuta la madre ed un secondo in cui Pricò la riabbraccia perdonandola.

### Interpreti
Il difficile ruolo di Pricò fu interpretato da Luciano De Ambrosis, un bambino torinese che, al momento dell'inizio delle riprese, non aveva ancora compiuto 6 anni e che diverrà in seguito un noto ed apprezzato doppiatore. Seguendo una prassi allora in voga (come ad esempio era stato fatto l'anno precedente per la scelta di Mariù Pascoli per Piccolo mondo antico) la Scalera Film bandì un concorso per selezionare un piccolo interprete, ricevendo centinaia di fotografie. Il bambino, figlio di un operaio della Fiat, quando venne scelto da De Sica, che lo aveva già in precedenza notato in occasione di una recita scolastica, aveva perso da poco la madre e, come lui stesso ha raccontato, questo lo rendeva molto sensibile al dolore famigliare. I provini per la scelta del bimbo e poi per affinarlo nella presenza sul set durarono più di un mese. Nei confronti del piccolo interprete De Sica mette in atto la sua grande capacità di direzione degli attori bambini, come poi farà con i giovanissimi emarginati di Sciuscià e con il piccolo Enzo Staiola in Ladri di biciclette, e che, secondo alcuni commentatori, proseguirà sino a due episodi de L'oro di Napoli.
Accanto al piccolo Luciano lavora un trio di attori affermati, Isa Pola, Emilio Cigoli ed Adriano Rimoldi, affiancati da numerosi altri interpreti che danno corpo alla «denuncia del conformismo morale dominante», rappresentato dagli inquilini del quartiere senz'anima ed oppressivo della periferia di Roma in cui vive la famiglia di Pricò (tra questi Tecla Scarano, un'attrice che De Sica aveva incontrato quando, entrambi ragazzini, avevano esordito in teatro a Napoli ) e dall'insulsaggine del gruppo sociale sulla spiaggia di Alassio, in cui spicca il vacuo e petulante viveur interpretato da un giovane Ernesto Calindri. Non accreditati, alcuni futuri importanti attori parteciparono al film in parti secondarie: Marcello Mastroianni, qui semplice comparsa, Giovanna Ralli, una ragazzina che compare per pochi istanti, e Riccardo Fellini in una brevissima sequenza girata alla stazione ferroviaria di Alassio.

### Altri apporti
Nel corso della lavorazione De Sica sostituì il direttore della fotografia, in quanto non era soddisfatto del lavoro di Giuseppe Caracciolo. L'incarico fu quindi affidato ad Otello Martelli, che portò a termine il film. Il futuro regista e produttore Paolo Moffa svolse qui il compito di aiuto regista, mentre per la musica De Sica si affidò ancora a Renzo Rossellini, che aveva già creato le colonne sonore di tre dei quattro film che egli aveva sino ad allora diretto.

## Accoglienza
I bambini ci guardano, arrivato a conclusione in un Paese travolto dalla guerra e poi spaccato in due, venne distribuito male ed in modo confuso. Nel ricordo di De Ambrosis esso fu presentato a Venezia (dove s'era trasferita la Scalera - ed anche la famiglia di De Ambrosis - nell'ambito del Cinevillaggio) alla fine del 1943, anche se di questo evento non vi sono riscontri. Ma solo alla fine del 1944 il film circolò nel nord Italia della RSI, in modo saltuario, «unico film di un certo livello culturale in una produzione di consenso e di massima evasione rispetto alla realtà circostante».

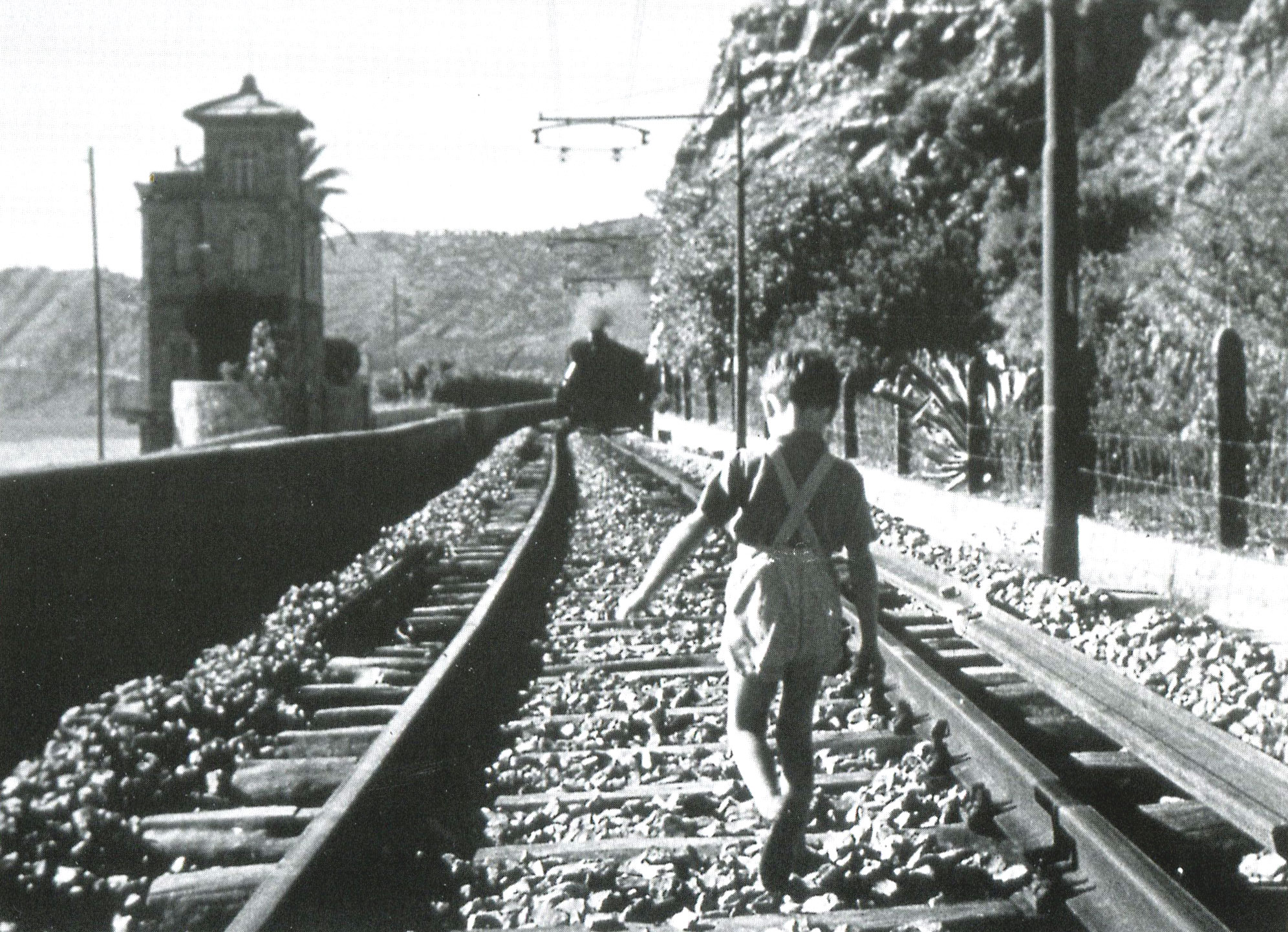
La fuga di Pricò lungo la ferrovia nella quale rischia di essere travolto da un treno

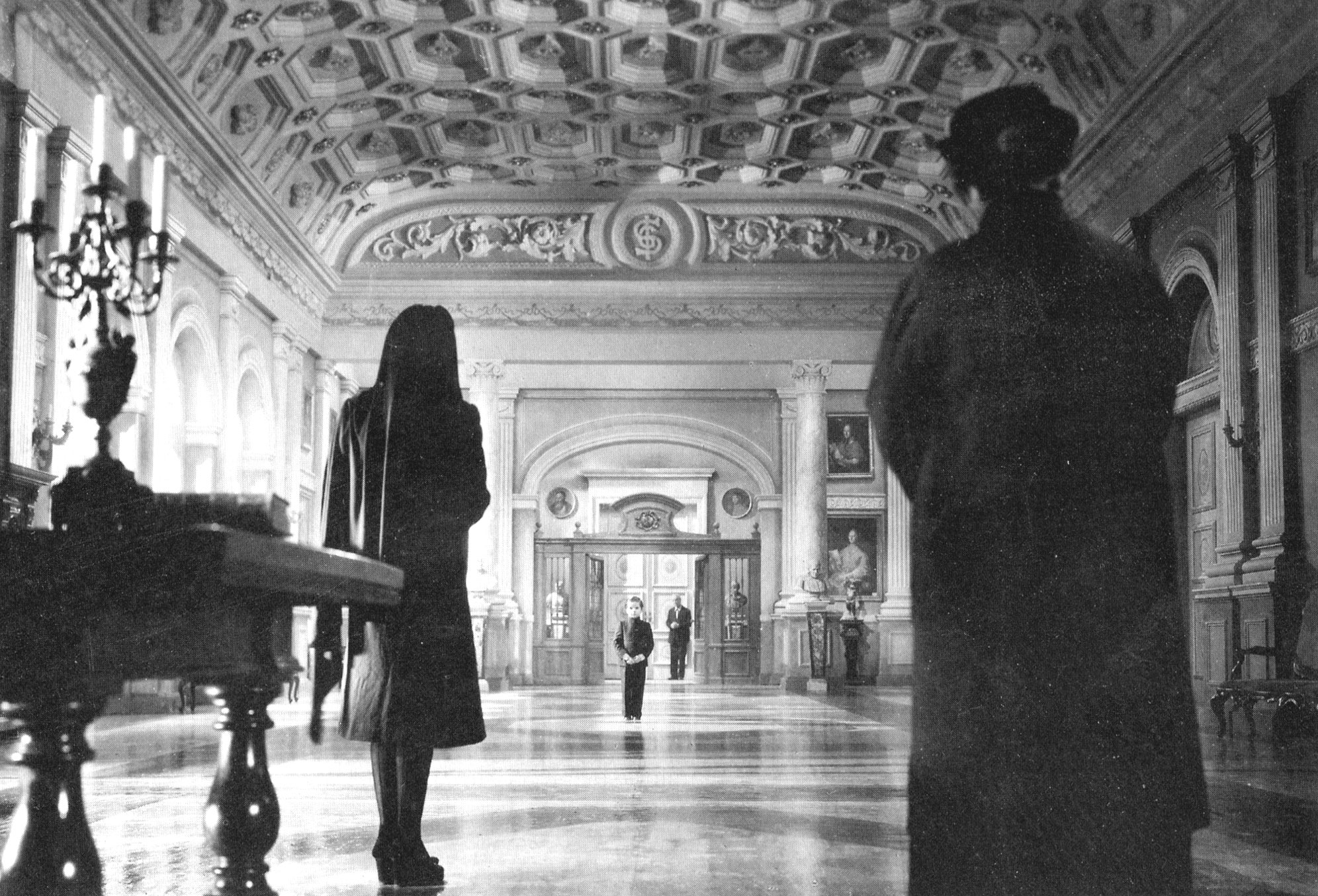
Il drammatico finale in cui Pricò rifiuta la madre e torna in collegio

### Critica contemporanea
«La forza pacata ed intensa del film - ha scritto Cristina Bragaglia - fu evidente a tutti, sin dalle sue prime uscite in quel clima di disfacimento provocato dal precipitare della guerra». Infatti, i pochi commenti disponibili, sono di apprezzamento per il film di De Sica che, tuttavia, avendo respinto la richiesta di trasferirsi anche lui al nord per dirigere la cinematografia repubblichina, si vide togliere il nome dai titoli di testa. «È difficile - scrisse il Corriere della Sera - che i racconti con i quali è protagonista l'infanzia arrivino sino in fondo senza mostrare la corda e comunque senza far sentire qualche nota falsa. In questo senso I bambini ci guardano, potrebbe essere considerato nel suo complesso come un'eccezione alla regola. La rappresentazione delle disgraziate vicende di Pricò è misurata e saremmo tentati di dire pudica, se l'aggettivo, adatto a definire l'aspetto formale del film, non fosse invece inadatto a definire la sostanza. La quale è di un realismo crudele e tremendo, tutta intesa a esprimere la sofferenza di un fanciullo. E quanto più la regia è abile più si fa strada lo sgomento». Un giudizio analogo fu quello de La Stampa che valutò il film «realizzato con cura, con ricchezza di episodi, con sfumature artistiche degne di nota, con delicatezza di sentimenti in modo che la patetica vicenda avvince, convince e commuove».

### Risultato commerciale
In base ai soli dati disponibili risulterebbe che, nonostante il periodo certamente infelice in cui uscì, I bambini ci guardano abbia conseguito un buon successo commerciale, avendo incassato oltre 18.800.000 lire dell'epoca. Una somma seconda soltanto ad una delle tante edizioni della Carmen che superò i 28 milioni, anche se va rilevato che sono solo una quindicina i titoli di quell'anno di cui si conoscono i dati economici.

### Commenti successivi
Rispetto alle scarse e scarne recensioni contemporanee, per I bambini ci guardano appaiono molto più significativi i commenti retrospettivi, che l'hanno unanimemente considerato un momento di svolta della cinematografia italiana, facendone oggetto di saggi, studi e rievocazioni. «Opera dolorosa e complessa - ha scritto De Santi - che non solo anticipa il neorealismo, alla stregua e con lo stesso rilievo del viscontiano Ossessione, ma per molti versi lo trascende, arrivando a prefigurare il cinema della solitudine e dell'incomunicabilità». Anche nella ricostruzione storica di Ernesto G. Laura I bambini ci guardano va collocato accanto al film di Visconti come «cerniera e segno di svolta tra il prima e il dopo (in quanto) film che si nega in modo fermo a qualsiasi esito consolatorio». Per la filmografia di De Sica è un cambiamento radicale: «non più collegiali o signorinette in attesa di convolare a giuste nozze oppure orfanelle che riscattano la propria origine sposando il giovane e bel medico. I bambini ci guardano si rivela uno dei fiori precoci di una pianta che da lì a poco avrebbe dato pienamente i suoi frutti».
Dopo una diffusione problematica durante gli anni della guerra, il film di De Sica, sull'onda del neorealismo, fu poi nuovamente rimesso in circolazione nel 1950, anche se in una versione tagliata e ridotta rispetto all'originale, come lo stesso regista ha rievocato. In tale occasione fu La Stampa a descriverne il significato storico: «Tra il '42 ed il '43 De Sica godeva ancora fama di regista dolcemente sentimentale e volentieri sorridente. E invece, in quel biennio greve e triste egli stava compiendo la tappa risolutiva del suo fecondo cammino d'artista. In quei mesi il nostro cinema ancora si costringeva a pensare ai vari Bengasi e Giarabub. De Sica sentiva invece tutta l'angoscia del momento e l'esprimeva con l'angoscia misteriosa e cocente d'un povero bimbo smarrito»
Papa Francesco, allo stadio di San Siro a Milano, il giorno 25 marzo 2017 consigliò a tutti i genitori e non solo, di guardare questo film: «I bambini ci guardano: questo è il titolo di un film di Vittorio De Sica del ’43. Cercatelo. Cercatelo. I bambini ci guardano. E, fra parentesi, a me piacerebbe dire che quei film italiani del dopoguerra e un po' dopo, sono stati – generalmente – una vera “catechesi” di umanità».